# Christian Delacroix
Christian Delacroix, né le 25 septembre 1947, est un historien contemporanéiste français spécialiste de l'histoire sociale du XXe siècle, de l'historiographie et d'épistémologie historique. Il a été également professeur agrégé à l'Université de Paris-Est Marne-la-Vallée, et chercheur associé à l'Institut d'Histoire du Temps Présent.

## Biographie
Avant de passer par l'histoire, Christian Delacroix mène des études de philosophie à l'université de Paris 1 où il obtient sa licence en 1968. Militant dans la mouvance marxiste-léniniste-maoïste pendant les années 68, il décide ensuite de s'orienter vers une licence d'histoire et de géographie, toujours à Paris 1, qu'il acquiert en 1974. Il poursuit dans cette discipline en faisant une Maîtrise d'histoire, ses recherches sont alors menées sous la direction d'Albert Soboul. Il décroche la même année,1975, sa maîtrise et le CAPES d'histoire géographie. L'année suivante, il obtient l'agrégation d'histoire et complète son parcours en préparant un Diplôme d'études approfondies, sous la direction de Jacques Droz. En 1980, il valide son DEA .
Un an après avoir été agrégé, Christian Delacroix devient enseignant dans le secondaire, dans un collège de la banlieue parisienne. En 1990 il rejoint l'équipe qui anime la revue EspacesTemps où il rencontre notamment Patrick Garcia et François Dosse. C'est en 1992 qu'il obtient ensuite un poste en tant que professeur agrégé d'histoire, à l'IUFM de Créteil. Il y resta jusqu'en 2003, devenant ensuite professeur agrégé d'histoire contemporaine et d'historiographie à l'Université de Paris-Est Marne-la-Vallée (UPEM) jusqu'en 2014.
En tant que chercheur, il co-anime avec François Dosse et Patrick Garcia, depuis 1998, le séminaire consacré à l’épistémologie de l’histoire.
Outre ses fonctions d'enseignant et de chercheur, Christian Delacroix  a assuré, à de nombreuses reprises, divers rôles pour les concours du CAPES et de l'Agrégation. En effet, il a été coordinateur de la préparation CAPES histoire & géographie et du parcours « Pré-professionnalisation Professeurs des écoles » en L3 à l'université de Marne-la-Vallée (UPEM); de 1993 à 1997 il fut membre du jury de l’Agrégation interne d’histoire & géographie, et membre du jury du CAPES externe d’histoire & géographie de 1997 à 2001, de 2005 à 2010 et de 2012 à 2014.
Il co-dirige avec François Dosse et Patrick Garcia la collection « Écritures de l’histoire» aux éditions de la Découverte depuis 2010.

## Publications
- Les courants historiques en France aux 19e et 20e siècles, avec François Dosse et Patrick Garcia, Armand Colin, 1999. Nouvelle édition revue et augmentée, Gallimard, coll. « Folio histoire », septembre 2007.Traduction en brésilien (portugais) : Correntes historicas na França Seculos XIXe XX , Rio de Janeiro, FGV Editora & Editora UNESP, 2012.
- Histoire et historiens en France depuis 1945, avec François Dosse et Patrick Garcia, ADPF, 2003.
- Michel de Certeau. Chemins d’histoire,  avec François Dosse, Patrick Garcia et Michel Trebitsch, Bruxelles, Complexe, coll. « Histoire du temps présent », 2002.
- Paul Ricœur et les sciences humaines, avec François Dosse et Patrick Garcia, La Découverte, 2007.Traduction en espagnol (Argentine) : Paul Ricœur y las ciencas humants, Buenos Aires, Nueva Visión, 2008.
- La France du temps présent : 1945-2005 (sous la direction de Joël Cornette), avec Michelle Zancarini-Fournel, Belin, 2010.
- Historicités,  avec François Dosse et Patrick Garcia, La Découverte, 2009. Traduction en espagnol : Historicidades, Madrid, Walduther Editores, 2010.
- Historiographies : Concepts et débats, avec François Dosse, Patrick Garcia et Nicolas Offenstadt, Gallimard, Folio Histoire, 2010.